# Hubert Huertas
Hubert Huertas, né en 1950 à Tunis, est un journaliste et un écrivain français.

## Biographie
Hubert Huertas est journaliste successivement sur France Inter, France Info puis chef du service politique sur France Culture jusqu'en 2013. Il possède un blog sur la plateforme de Mediapart depuis 2014.
Il publie deux essais sur l’extrême-droite française, FN made in France en 1997 et la droite française, La Guerre des deux droites en 2012.
En 2000, il publie son premier roman, Nous jouerons quand même ensemble : une enfance en Algérie. Suivent cinq autres romans jusqu'en 2019 avec La Boulangère du diable qui s'apparente au genre policier.

## Œuvre

### Essais
- FN made in France, Éditions Autres temps, coll. « Temps choc » (1997)  (ISBN 2-911873-17-3)
- La Guerre des deux droites, Éditions de l'Archipel (2012) (avec Frédéric Says)  (ISBN 978-2-8098-0998-5)
- L'Effet BFM, UPPR Éditions (2015)  (ISBN 2-371-68088-5)

### Romans
- Nous jouerons quand même ensemble : une enfance en Algérie, Presses de la Cité (2000)  (ISBN 2-258-05481-8)
- La Passagère de la "Struma", Presses de la Cité (2002)  (ISBN 2-258-05743-4)
- L'Orque de Magellan, Presses de la Cité, coll. « Sud lointain » (2004)  (ISBN 2-258-06201-2)
- Terminus Pondichéry, Presses de la Cité (2006)  (ISBN 2-258-06798-7)
- La Petite Fille qui venait d'Alger, Presses de la Cité (2011)  (ISBN 978-2-258-08586-2)
- La Boulangère du diable, Éditions de l'Archipel (2019)  (ISBN 978-2-8098-2659-3)